# Кови, Рэйчел
Рэ́йчел Ко́ви (англ. Rachel Covey; род. 15 июня 1998 года, Нью-Йорк, штат Нью-Йорк, США) — американская актриса, наиболее известная по роли Морган Филип в фильме «Зачарованная». Также появилась в фильме «Раскаяние» в роли дочери Дуэйна Хопвуда, сыгранного Дэвидом Швиммером.

## Фильмография
| Год  |   | Русское название  | Оригинальное название | Роль         |
| ---- | - | ----------------- | --------------------- | ------------ |
| 2005 | ф | Раскаяние (англ.) | Duane Hopwood         | Кейт         |
| 2007 | ф | Зачарованная      | Enchanted             | Морган Филип |
| 2022 | ф | Зачарованная 2    | Enchanted             | Морган Филип |

## Награды и номинации
- Номинация на премию «Молодой актёр» за лучшее исполнение в художественном фильме («Зачарованная», 2007 год).